# Кес Вајдекоп
Корнелис Кес Вајдекоп  (хол. Cornelis "Cor" Wijdekop; Амстердам, 31. јануар 1914 — Пурмеренд, 8. април 2008) бивши је холандскии кајакаш који се такмичио крајем тридесетих годинана прошлог века. Учесник је Олимпијским играма 1936. у Берлину. Веслао је у пару са својим старијим братом Питом. По занимању је био професор.

## Спортска биографија
Браћа Вајдекоп освојили су бронзану медаљу у дисциплини склопиви кајак Ф-2 на 10.000 м на Летњим олимпијским играма 1936., када су кајак и кану први пут били у званичном програму олимпијских игара.
За сећање на успехе браће Вејдекоп у Холандији, је организован годишњи међународни маратон у кајаку и кануу на реци између Амстердама и Пурмеренда. Маратон је одржаван до 2008. а звао се Трка браће Вајдекоп.

## Лични живот
Корнелис Вајдекоп је оженио Мартће Вајдекоп-Стокинк. Имали су ћерку Јоке (1942) и сина Кеса (1947). Његов син је 1973. године играо у Холандској репрезентацији у бејзболу на Светском првенству 1973. у Хавани на Куби.